# Guadalupito, Zacatecas
Guadalupito är en ort i Mexiko.   Den ligger i kommunen Vetagrande och delstaten Zacatecas, i den centrala delen av landet, 500 km nordväst om huvudstaden Mexico City. Guadalupito ligger 2 494 meter över havet och antalet invånare är 253.
Terrängen runt Guadalupito är kuperad åt sydost, men åt nordväst är den platt. Guadalupito ligger uppe på en höjd. Runt Guadalupito är det tätbefolkat, med 286 invånare per kvadratkilometer. Närmaste större samhälle är Zacatecas, 8,7 km söder om Guadalupito. Omgivningarna runt Guadalupito är i huvudsak ett öppet busklandskap.